# نوكليريا بسيطة
نوكليريا بسيطة (الاسم العلمي:Nuclearia simplex) هي نوع من الطلائعيات تتبع جنس النوكليريا من فصيلة النوكليرية       .	